# Ulisses Laurindo
Ulisses Laurindo dos Santos (Coruripe-AL, 13 de maio de 1929 - Macapá-AP, 17 de março de 2021) foi um atleta (velocista em provas de média distância) e jornalista brasileiro.
Atleta com passagens pelo Vasco da Gama (1948-1955) e pelo Clube de Regatas do Flamengo (1956-1965), Ulisses foi recordista em várias provas de revezamento 4x400metros, e disputou diversos torneios Pan-Americanos. Ele se manteve por 8 anos como recordista pan-americano dos 400 metros rasos.
Em 2000 foi homenageado pelo Clube de Regatas do Flamengo com uma placa na Calçada da Fama do Clube.
Faleceu em 2021, aos 91 anos, vitimado por problemas decorrentes da Covid-19.

## Carreira
Nascido na cidade alagoana de Coruripe, ele mudou com a família para o Rio de Janeiro aos 10 anos.
Chegando à então capital federal, Ulisses trabalhou como entregador de pastéis em padarias e auxiliar administrativo da CBB.
Descobriu o esporte quando servia ao Exército. Começou em provas de meio-fundo e em corridas rústicas. Foi atleta do Vasco da Gama (de 1948 a 1955) e do Flamengo (de 1955-1965).

### Jogos Olímpicos e Jogos Pan-Americanos
Defendeu o Brasil nas Olimpíadas de Melbourne, em 1956, na Austrália. Foi semifinalista da prova dos 400m com barreiras. Nos Jogos Pan-Americanos de Chicago-1959, terminou na quarta colocação da prova de revezamento 4x400 m. Disputou a mesma prova nos Jogos Pan-Americanos de 1959, e terminou na 5ª colocação.

### Aposentadoria como atleta e trabalhos como jornalista
Em 1970, por não ter mais patrocínios que viabilizasse sua carreira, ele se aposentou como atleta, e virou jornalista esportivo, a convite do cineasta Luiz Carlos Barreto. Sempre atuou na área do esporte, tendo uma coluna exclusiva sobre atletismo, chamada “Pista e Campo” no Correio da Manhã de Macapá. Cobriu três edições olímpicas como jornalista.

## Homenagens
- 2000 - Placa na Calçada da Fama do Clube de Regatas do Flamengo.[4]